# 950 Ахренса
950 Ахренса (1921 JP, 1955 SU2, 1974 VG3, A904 RF, 950 Ahrensa) — астероїд головного поясу, відкритий 1 квітня 1921 року.
Тіссеранів параметр щодо Юпітера — 3,417.